# Oidardis
Oidardis is een vliegengeslacht uit de familie van de roofvliegen (Asilidae).

## Soorten
- O. aenecens Hermann, 1912
- O. aveledoi (Kaletta, 1978)
- O. curupaoensis (Kaletta, 1978)
- O. gibba (Curran, 1930)
- O. gibbosa Hermann, 1912
- O. nigra (Hull, 1962)
- O. triangularis (Hermann, 1912)